# 닥터블루
닥터블루는 대한민국의 전화진료 플랫폼으로, 운영사는 한국트렌드데이터이다.